# Carsulae
Carsulae era un'antica città di epoca romana posta in Umbria lungo il ramo occidentale della via Flaminia, tra Narnia (oggi Narni) e Mevania (oggi Bevagna). Si trova nel comune di Terni, a poca distanza da San Gemini. 
Abbandonata a partire dal V o VI secolo, è stata in parte scavata e restaurata da Umberto Ciotti tra 1951 e 1972; sono attualmente in corso nuove indagini archeologiche soprattutto nella zona del Foro.

## Storia
I primi insediamenti umbri, silvo-pastorali ed agricoli, sono attestati nelle vicinanze fin dall'età protostorica, soprattutto in altura, anche se nell'area della vera e propria Carsulae non vi sono tracce archeologiche precedenti all'apertura della via Flaminia.
Non c'è una data certa riguardo al primo insediamento: la Via Flaminia, tracciata dal censore Gaio Flaminio Nepote a partire dal 221-220 a.C., giocò un ruolo fondamentale nella nascita e nello sviluppo del centro. La via Flaminia attraversa il territorio umbro dividendosi presso Narni in due rami, che poi si riunivano a Foligno: quello orientale passava per Terni e Spoleto, mentre quello occidentale attraversava proprio Carsulae da sud a nord, costituendone quindi il cardo maximus, ancora oggi ben visibile. Presto la strada divenne una via di passaggio non solo per gli eserciti, ma anche per le merci e le persone; le genti che abitavano sulle alture circostanti, alla ricerca di migliori opportunità, vennero attirate dalla presenza della strada e Carsulae cominciò a crescere.
Probabilmente i basoli ora visibili sono risultato di una serie di rifacimenti, anche tardi. L'unica possibile traccia della prima fase si trova nel settore sud, vicino alle terme: si tratta di una serie di muri costruiti in blocchi irregolari murati a secco, forse parte di una struttura che doveva sostenere la strada e permetterle di superare un dislivello o un piccolo corso d’acqua. 
La strutturazione come vera e propria città si ebbe in età augustea, quando fu rifatta ed ampliata la piazza del foro, dotandola di una serie di edifici pubblici e templari; venne inoltre costruito il teatro e poco più tardi l'anfiteatro nel settore orientale, la Basilica e la grande porta d'ingresso verso nord, detta arco di san Damiano. Anche le tombe monumentali della necropoli nord, le uniche scavate e restaurate, sembrano datarsi allo stesso periodo.
Dal V-VI secolo d. C. la città venne gradualmente abbandonata, sia a causa della mancanza di mura, che la esponevano a predoni ed incursioni in un periodo in cui il potere centrale stava venendo meno, sia per la perdita di importanza del ramo occidentale della via Flaminia a favore di quello orientale.
Accanto al foro è situata la chiesa dei santi Cosma e Damiano, edificata in epoca tardo antica o medievale reimpiegando in gran parte materiali di precedenti edifici; dalla chiesa prende il nome l'arco di San Damiano, in quanto erano gli unici due edifici che rimasero sempre in vista e riconoscibili dal periodo medievale fino all'età contemporanea.

## Scavi

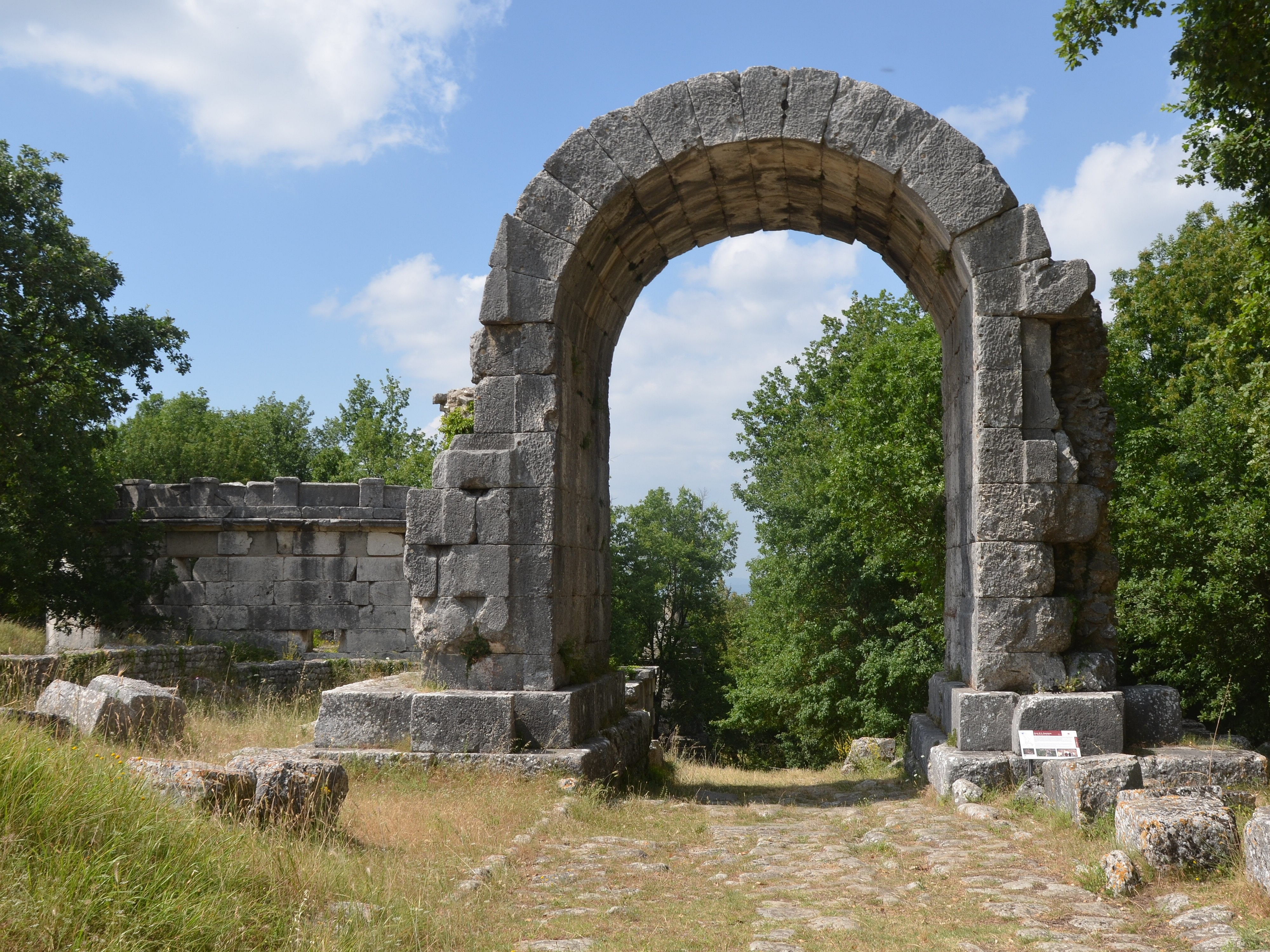
L'arco di San Damiano

Alla famiglia Cesi si devono le prime esplorazioni: Federico Cesi, grande appassionato di antichità, fa prendere da Carsulae, possedimento di famiglia, alcuni oggetti destinati ad abbellire la sua dimora di Acquasparta, probabilmente senza fare uno scavo vero e proprio, ma prelevando soltanto oggetti già affioranti. Grazie a questa operazione sono giunte a noi alcune iscrizioni, attualmente conservate a Palazzo Cesi di Acquasparta.
Una vera e propria campagna di scavo fu intrapresa da papa Pio VI nel 1783, ma si interruppe presto per la scarsità dei ritrovamenti (tra cui spicca soltanto un mosaico a tessere bianche e rosse probabilmente proveniente dalle terme), soprattutto in paragone con quanto contemporaneamente si stava trovando ad Otricoli. 
L’erudito narnese Giovanni Eroli ci informa della seconda campagna di scavi, nel 1851, ad opera dell’arcivescovo di Spoleto, incoraggiato dal ritrovamento in zona di un busto identificato con Mecenate, ma anche in questo caso gli scarsi risultati dovettero smorzare gli entusiasmi.
Si susseguono fino al primo decennio del XX secolo altri ritrovamenti sporadici (soprattutto sarcofagi, iscrizioni, tombe alla cappuccina e urne), che tuttavia suscitarono l’interesse fra gli studiosi e fecero maturare i tempi per la programmazione di indagini sistematiche, che dovranno attendere il secondo dopoguerra. 
È il 1950 l’anno della svolta: si comincia con l’esproprio di 22 ettari di terreno, gli stessi oggi racchiusi dalla recinzione; e il 4 giugno 1951 Umberto Ciotti, allora funzionario della Soprintendenza per l’Etruria Meridionale distaccato presso la sede di Spoleto (diresse poi la Soprintendenza umbra dalla sua nascita nel 1964), inaugura il primo dei diciotto cantieri che si protrarranno fino al 1972, riportando in luce quanto oggi è visibile di Carsulae. 
I lavori si concentrarono dapprima nella riscoperta dei principali edifici, e in un secondo momento si dedicarono alla sistemazione e al restauro di quanto scoperto, operazioni ancor più complesse, con esiti talvolta discutibili e discussi, ma indispensabili per garantire la conservazione e la tradizione dei monumenti. 
Nel 2006, dopo una pausa trentennale, nell'area delle terme è stata avviata una campagna di scavi diretta dalla prof.ssa Jane Whitehead della Valdosta State University (con sede a Valdosta, Georgia, Stati Uniti), con la collaborazione dell'Associazione per la Valorizzazione del Patrimonio Storico San Gemini.
A partire dal 2012, nuovi scavi archeologici in estensione hanno coinvolto dapprima il settore settentrionale della città, poi l'area del foro: sono stati portati in luce alcuni ambienti lungo il lato nord, è stato completato lo scavo del tempio, probabilmente un Capitolium, al centro del lato ovest, e infine una grande domus (oltre 3000 m² di superficie) nel settore sud ovest. 

## Struttura della città

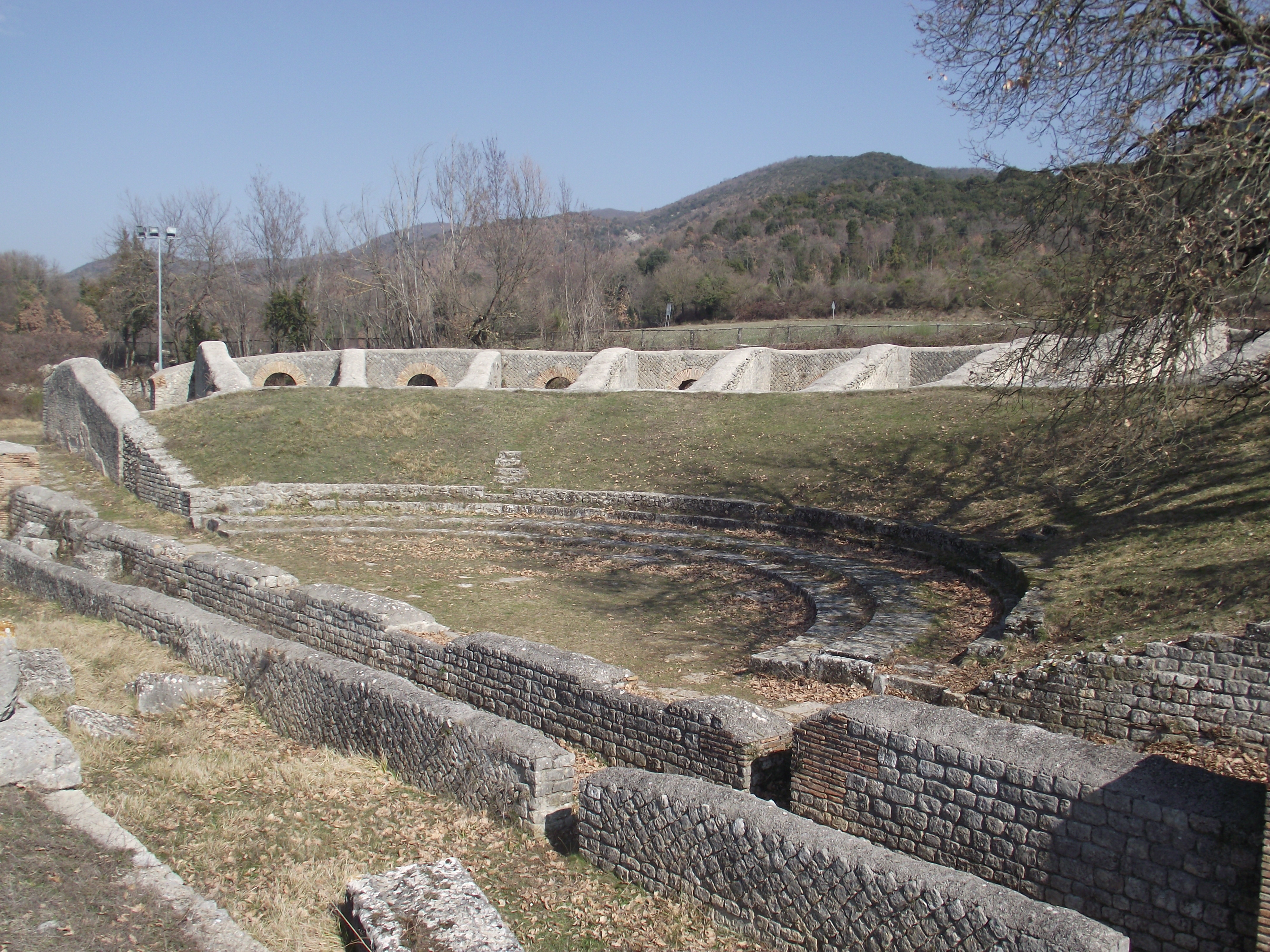
Veduta dei resti del teatro

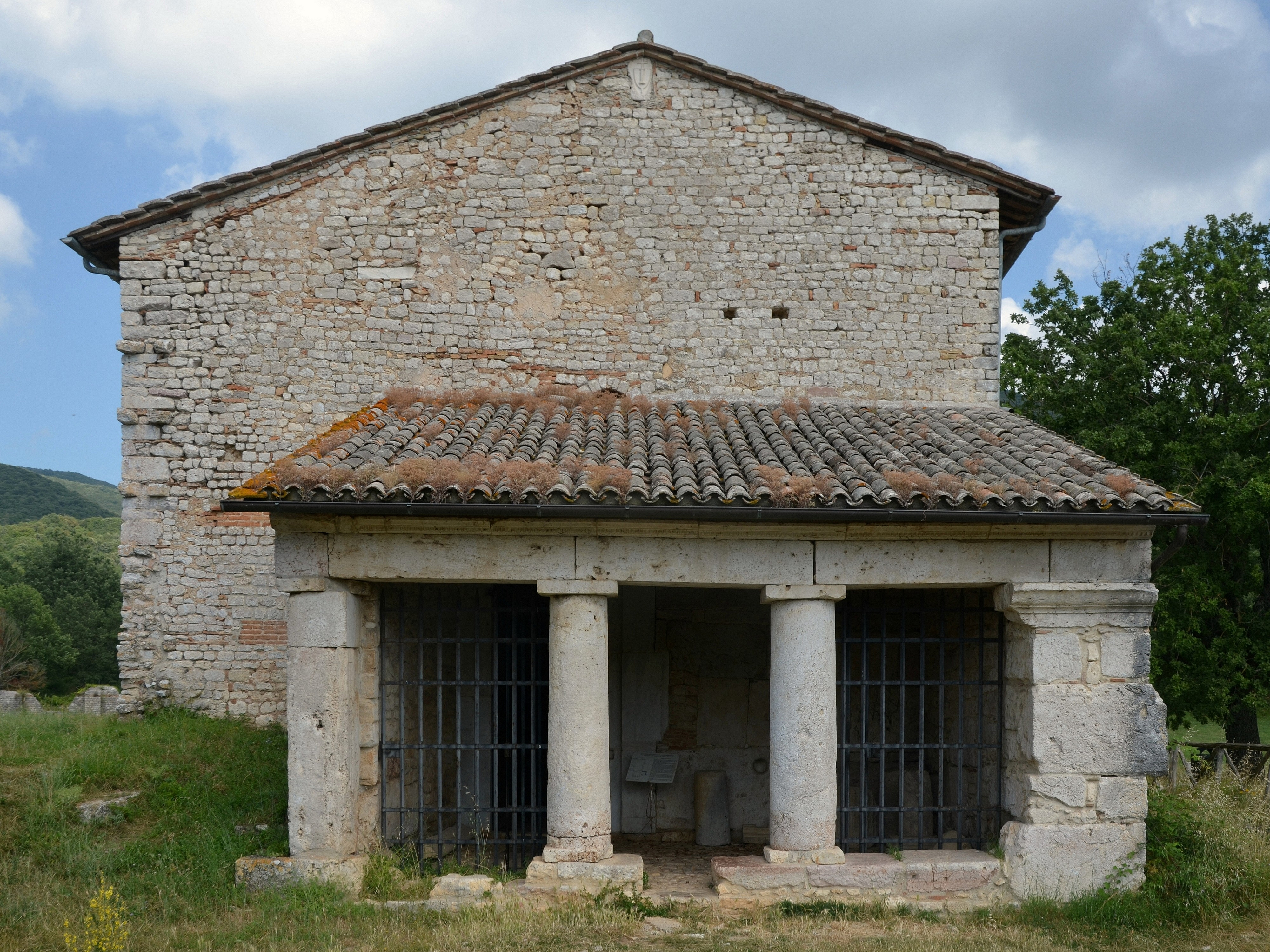
La chiesa dei Santi Cosma e Damiano

1. Via Flaminia: attraversa la città di Carsulae da sud a nord, costituendone il cardo maximus, lungo il quale si dispongono quasi tutti gli edifici portati alla luce. Il tratto urbano della strada conserva la pavimentazione originaria in basoli ed era dotato di marciapiedi e di un sistema fognario per il deflusso delle acque.
2. Terme: si conserva una serie di ambienti, dei quali il più grande è absidato, con praefurnia e pavimenti a suspensurae.
3. Chiesa dei Santi Cosma e Damiano: costruita probabilmente nel VI secolo sui resti di un edificio romano, ancora visibili sul lato sud. La chiesa iniziale era un'aula rettangolare, forse ripartita a tre navate, a cui poi fu aggiunto un abside e un portico utilizzando materiali di reimpiego.
4. Basilica: l'aula interna, rettangolare, ha una navata centrale e due navate laterali separate da due file di colonne. L'abside in fondo ospitava la cattedra di un magistrato, usata per arbitrare o giudicare le controversie e amministrare la giustizia.
5. Foro: la principale piazza della città, ampliata e regolarizzata in età augustea realizzando una piattaforma sorretta da una struttura voltata, su cui sono stati costruiti due templi gemelli.
6. Arco di San Damiano: l'arco segnava l'ingresso settentrionale in città della via Flaminia, ed era probabilmente a tre fornici, di cui si conserva solo quello centrale. Venne costruito in opera quadrata di blocchi in calcare, che dovevano essere ricoperti da un rivestimento in marmo, del quale resta traccia in fori per grappe di fissaggio e nella mancata rifinitura delle superfici[2].
7. Monumenti funerari: l'unica necropoli conosciuta e scavata si trova a nord della città, oltre l'arco di San Damiano. Attualmente si conservano tre monumenti, due dei quali restaurati e ricostruiti da Umberto Ciotti tra 1951 e 1972. il più grande e più vicino all'arco è una tomba cd. a tamburo, costituita da un corpo cilindrico, decorato da merlature, al di sopra di una base quadrangolare, realizzato, come l'arco di San Damiano, in grossi blocchi di travertino locale. Si identifica come tomba della gens Furia sulla base di un'iscrizione, ora conservata presso il museo di Palazzo Cesi ad Acquasparta, la cui curvatura ben si adatta alla forma del tamburo su cui doveva trovarsi. Non c'erano sepolture all'interno, quindi si presume che si tratti in realtà di un monumento funebre a ricordo della gens; le tombe vere e proprie dovevano trovarsi in un recinto attiguo. Il secondo monumento è stato ricostruito quasi integralmente da Umberto Ciotti, sulla base dei materiali lapidei trovati in fase di scavo: si tratta di una tomba a cuspide, con base parallelepipeda e corpo cilindrico sormontato da un fregio dorico. Il terzo monumento, di cui si conserva solo la base quadrangolare, si trova accanto alla tomba a cuspide e non è stato ricostruito. Poco più a ovest si trova un sarcofago in travertino con coperchio, che conteneva un altro sarcofago di piombo al cui interno sono stati trovati i resti di una fanciulla, con corredo costituito da un paio di orecchini e una collana d'oro di pregevole fattura.
8. Anfiteatro: posizionato in una depressione naturale a est della via Flaminia, fu probabilmente costruito durante la dinastia dei Flavi. Costruito principalmente da strati di blocchi di pietra calcarea e mattoni.
9. Teatro: probabilmente costruito al tempo di Augusto, prima della costruzione dell'anfiteatro. La tecnica edilizia usata per la costruzione principale del teatro era l'opus reticulatum.
10. Templi gemelli: due templi che sono stati dedicati a due divinità romane sconosciute.
11. Edifici Pubblici: utilizzati per scopi sconosciuti, probabilmente ospitavano gli uffici amministrativi per il governo locale, o servivano come palazzi per le famiglie aristocratiche. Ci sono quattro camere sontuosamente decorate con absidi rettangolari, con pareti in marmo e pavimenti in marmo.
12. Collegium Iuvenum: scuola per i giovani.
13. Due archi quadrifronti di piccole proporzioni: segnavano i limiti del foro cittadino sulla via Flaminia. Uno di essi è stato parzialmente ricostruito.[3]